# Liste der finnischen Botschafter in Polen
Liste der finnischen Botschafter in Polen.
| Ernennung Akkreditierung | Name                          | Bemerkungen                        | ernannt von                 | Akkreditierung während der Regierungszeit von | Posten verlassen |
| ------------------------ | ----------------------------- | ---------------------------------- | --------------------------- | --------------------------------------------- | ---------------- |
| 1919                     | Karl Walter Boris Gyllenbögel | Geschäftsträger, ab 1920 Gesandter | Kaarlo Juho Ståhlberg       | Józef Piłsudski                               | 1921             |
| 1922                     | Erik Gustaf Ehrström          |                                    | Kaarlo Juho Ståhlberg       | Józef Piłsudski                               | 1926             |
| 1926                     | Hjalmar Procopé               |                                    | Lauri Kristian Relander     | Ignacy Mościcki                               | 1928             |
| 1928                     | Karl Gustaf Idman             |                                    | Lauri Kristian Relander     | Ignacy Mościcki                               | 1938             |
| 1938                     | Bruno Kivikoski               |                                    | Kyösti Kallio               | Ignacy Mościcki                               | 1939             |
| 1939                     | Bruno Kivikoski               | Gesandter Sitz Bukarest            | Kyösti Kallio               | Bolesław Wieniawa-Długoszowski                | 1940             |
| 1945                     | Eero Järnefelt                | ab 1954 Botschafter                | Carl Gustaf Emil Mannerheim | Boleslaw Bierut                               | 1955             |
| 1955                     | Gunnar Palmroth               |                                    | Juho Kusti Paasikivi        | Aleksander Zawadzki                           | 1958             |
| 1958                     | Jorma Vanamo                  |                                    | Urho Kekkonen               | Aleksander Zawadzki                           | 1963             |
| 1963                     | Martti Ingman                 |                                    | Urho Kekkonen               | Aleksander Zawadzki                           | 1967             |
| 1967                     | Osmo Orkomies                 |                                    | Urho Kekkonen               | Edward Ochab                                  | 1972             |
| 1972                     | Jussi Montonen                |                                    | Urho Kekkonen               | Henryk Jabłoński                              | 1976             |
| 1976                     | Ralph Enckell                 |                                    | Urho Kekkonen               | Henryk Jabłoński                              | 1980             |
| 1980                     | Taneli Kekkonen               |                                    | Urho Kekkonen               | Henryk Jabłoński                              | 1984             |
| 1984                     | Olavi Rautio                  |                                    | Mauno Koivisto              | Henryk Jabłoński                              | 1987             |
| 1988                     | Unto Turunen                  |                                    | Mauno Koivisto              | Wojciech Jaruzelski                           | 1991             |
| 1991                     | Jyrki Aimonen                 |                                    | Mauno Koivisto              | Lech Wałęsa                                   | 1995             |
| 1995                     | Seppo Kauppila                |                                    | Martti Ahtisaari            | Lech Wałęsa                                   | 2000             |
| 2000                     | Hannu Hämäläinen              |                                    | Tarja Halonen               | Aleksander Kwaśniewski                        | 2004             |
| 2004                     | Jan Store                     |                                    | Tarja Halonen               | Aleksander Kwaśniewski                        | 2008             |
| 2008                     | Vesa Himanen                  |                                    | Tarja Halonen               | Lech Kaczynski                                |                  |